# Habenaria praestans
Habenaria praestans är en orkidéart som beskrevs av Alfred Barton Rendle. Habenaria praestans ingår i släktet Habenaria och familjen orkidéer.

## Underarter
Arten delas in i följande underarter:
- H. p. praestans
- H. p. umbrosa